# Colostygia alboviridata
Colostygia alboviridata là một loài bướm đêm trong họ Geometridae.